# The Shorts

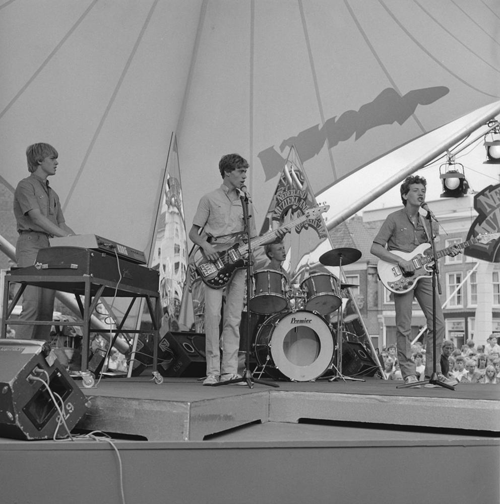
The Shorts en Nederland Muziekland, 1983

The Shorts était un groupe de pop originaire des Pays-Bas composé de jeunes musiciens : Hans van Vondelen (voix, guitare), Erik de Wildt (clavier), Hans Stokkermans (guitare basse) et Peter Wezenbeek (percussions). Ils sont nés en 1966, à l'exception de van Vondelen, né en 1965.
Le groupe a été formé en 1976, et est devenu célèbre en 1983 avec son hit Comment ça va. Leurs chansons ont été écrites et composées par le compositeur néerlandais Eddy de Heer (1924-2007) et les deux chansons étaient produites par Jack Jersey/Jack de Nijs, producteur de musique.
Le groupe a connu un deuxième tube aux Pays-Bas en 1983, intitulé Je suis, tu es.
Pour ces deux chansons, c'est le clavier qui donnait le son de l'accordéon.

## Histoire de la chansonComment ça va
Pour l’article homonyme, voir Comment ça va.
La chanson Comment ça va parle d'un garçon qui rencontre une fille française, mais ils ne peuvent pas se comprendre l'un l'autre, parce qu'ils parlent des langues différentes.
Elle a été écrite en anglais par le compositeur et producteur néerlandais Eddy de Heer (1924-2007), mais la Majors du disque EMI Group a insisté pour qu'il y ait une version néerlandaise.
La version anglaise est devenue un succès international, il y a eu également une version en allemand écrite par Bernd Meinunger.
Le refrain était en français et les couplets à chaque fois dans la langue étrangère.
Des reprises ont eu lieu par des chanteuses, Bente Lind en Norvège en 1983, et Kikki Danielsson en Suède la même année se classant en troisième position dans le classement des ventes de singles suédois

L'année même de sa sortie, en 1983, le chanteur belge Bob Dechamps en crée la version wallonne : Com'çi Com'ça (Commin ça va ?).

Cette chanson a été reprise par le Québécois René Simard et par Patrick Sébastien.

## Discographie
- Comment ça va
- Springtime
- She was so nice
- Je suis tu es
- She made my day
- On pair
- Goodbye don't cry
- Annabella
- Loch Ness
- Analice